# Cinderella Man (låt)
Cinderella Man är en låt av Rush. Den släpptes som singel och återfinns på albumet A Farewell to Kings, utgivet den 1 september 1977. Låtens musik komponerades av basisten och sångaren Geddy Lee och gitarristen Alex Lifeson, medan texten skrevs av Lee. 
Låten spelades live 152 gånger.